# Молалинський сільський округ
Молали́нський сільський округ (каз. Молалы ауылдық округі, рос. Молалинский сельский округ) — адміністративна одиниця у складі Аксуського району Жетисуської області Казахстану. Адміністративний центр — село Молали.
Населення — 518 осіб (2021; 659 у 2009, 1127 у 1999, 2659 у 1989).
Станом на 1989 рік існувала Мулалинська селищна рада (смт Мулали, села Алажиде, Орманово) колишнього Капальського району. 2009 року село Орманова було включене до складу станційного селища Алажиде. До 2013 року сільський округ мав статус селищної адміністрації.

## Склад
До складу адміністрації входять такі населені пункти:
| Населений пункт            | Населення, осіб (1989) | Населення, осіб (1999) | Населення, осіб (2009) | Населення, осіб (2021) |
| -------------------------- | ---------------------- | ---------------------- | ---------------------- | ---------------------- |
| Алажиде, станційне селище  | 919                    | 641                    | 387                    | 254                    |
| --Орманова, село           | 1016                   | -                      | -                      |                        |
| Кайракти, станційне селище | -                      | 28                     | 31                     | 12                     |
| Караой, станційне селище   | -                      | 28                     | 28                     | 12                     |
| Молали, село               | 724                    | 430                    | 213                    | 240                    |